# 埃及鎮區 (北卡羅萊納州揚西縣)
埃及鎮區（英語：Egypt Township）是位於美國北卡羅萊納州揚西縣的一個鎮區。

## 地方資料
埃及鎮區的面積為61.38平方千米，皆為陸地。根據2020年美國人口普查的數據，當地共有人口884人，而人口密度為每平方千米14.4人。